# Faslí
Faslí (grec moderne : Φασλί) est un village de Chypre situé dans le district de Paphos et comptant plus de 0 habitants.